# Chrysopogon zizanioides
Chrysopogon zizanioides (синонім — Vetiveria zizanioides) — вид рослин родини злакових (Poaceae), походить з Індії, культивується також в Китаї, Японії, Бразилії, на Яві, Гаїті і Реюньйоні заради одержуваної з його коренів ефірної олії.

## Використання в парфюмерії
Ефірна олія золотобородника дуже густа і важка. Вона використовується в ароматерапії: сприяє заспокоєнню і розслабленню. ЇЇ застосування описано ще в тамільській середньовічній літературі.
Золотобородник належить до групи волокнистих рослин, які дають волокнистий матеріал для виготовлення різних виробів. Золотобородник серед інших належить до щіткових — його волокна використовуються для виготовлення щіток різного господарського призначення.
Олія золотобородника — один з основних інгредієнтів, що використовуються в сучасній парфюмерній промисловості. Якщо враховувати мікси, в яких олія золотобородника складає бодай невелику частку, то духи з її вмістом становлять 90 % усіх парфумів.
Згідно з парфюмерною класифікацією золотобородник належить до деревних ароматів, хоча насправді є трав'яною рослиною, а саму олію добувають з коріння.
Аромат деревний, сухуватий, с відзвуками гіркого шоколаду й диму. Запаху золотобородника властиві особливі зелені нюанси, ноти коріння, ледь відчутна свіжість, котра нагадує цитрус, і водночас — землистість. Цікаво, що аромат може різнитися, залежно від місця збору сировини.
В парфюмерії золотобородник особливо цінується за стійкість, здатність фіксувати композицію. Олія не підлягає відновленню з концентрату, синтетично її теж ще не навчились відтворювати. Олію золотобородника використовують при створенні як чоловічих, так і жіночих парфумів.